# Rhynchina caesa
Rhynchina caesa là một loài bướm đêm trong họ Erebidae.